# Kochanowice

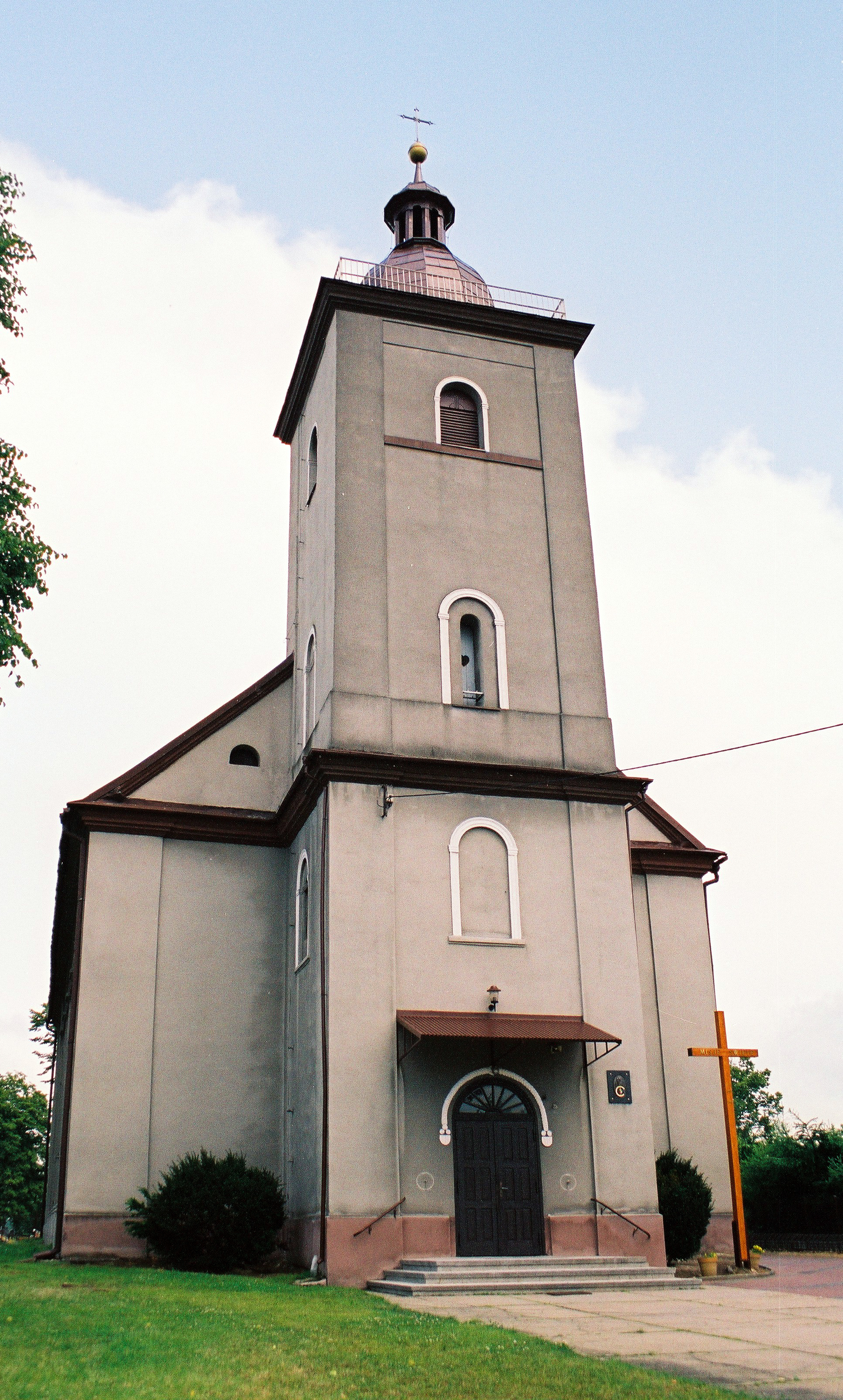
La iglesia de Kochanowice.

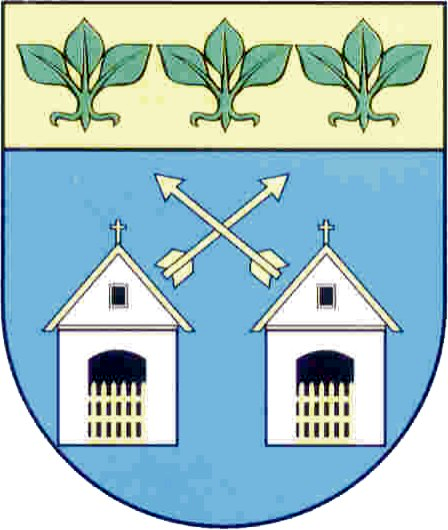
El escudo de Kochanowice.

Kochanowice es un pueblo en Polonia, en el voivodato de Silesia, en el distrito de Lubliniec, en el municipio de Kochanowice.
A través de Kochanowice atraviesa una línea de trenes desde Częstochowa hasta Lubliniec.
Entre 1975 y 1998 el pueblo perteneció al voivodato de Częstochowa.
- Datos: Q3056098
- Multimedia: Kochanowice / Q3056098